# Mont Juillet
Le mont Juillet est un promontoire rocheux situé dans la commune des Touches en Loire-Atlantique. Il s'agit d'un site naturel aménagé. Le mont est occupé par un jardin public.

## Histoire
Des silex (éclatés et taillés) ainsi que des haches polies datant du Néolithique ont été retrouvés sur le site.
Au Moyen Âge, un moulin fut construit à son sommet. C’était un moulin banal dépendant de la seigneurie du Pont-Hus. Après la Révolution, trois autres l'ont rejoint. L’activité du dernier de ces moulins s’est arrêtée quelques années avant la Seconde Guerre mondiale.
En 1926, un calvaire fut érigé sur la base du moulin du Moyen Âge, qui appartenait depuis la Révolution à la famille Servant, meuniers au mont Juillet depuis 1750.

Plan de la zone du mont Juillet avec le bourg à côté.
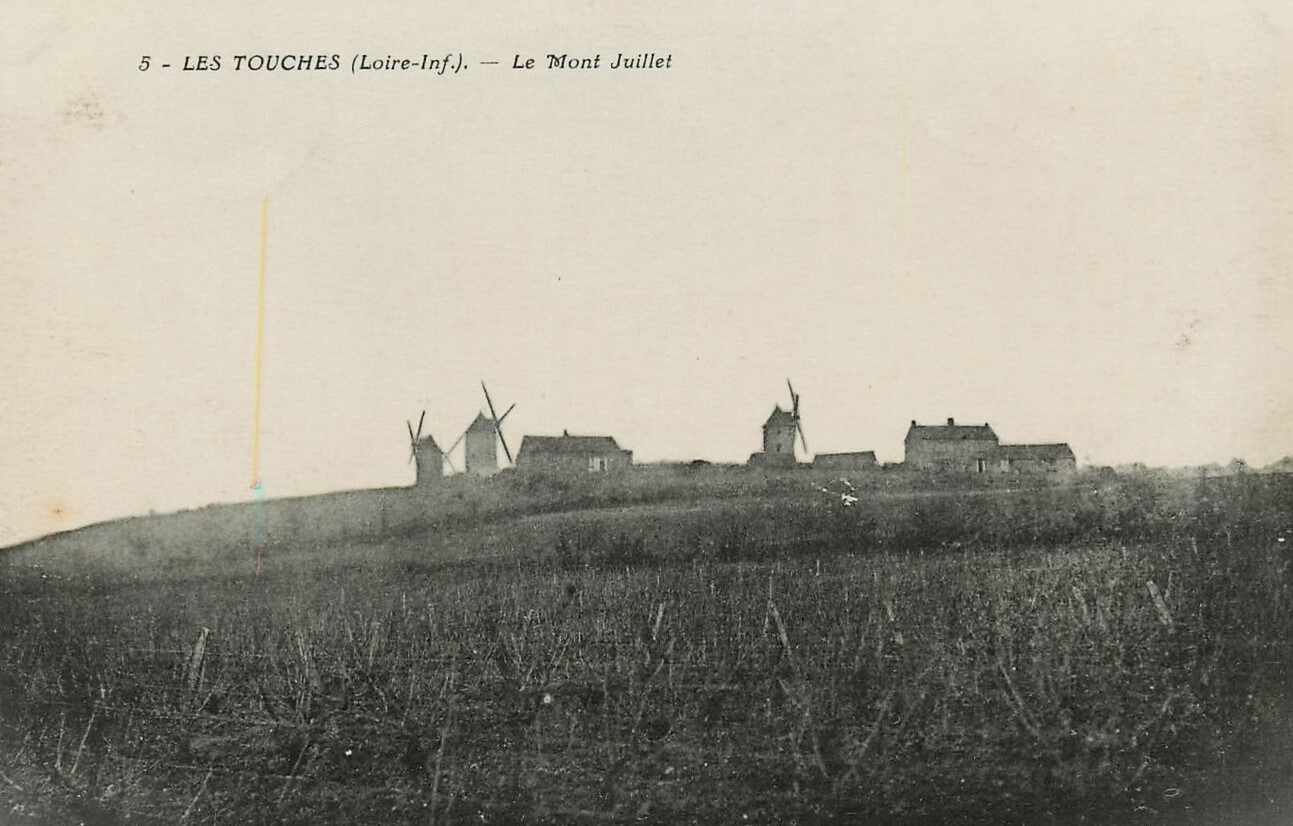
Vue du mont Juillet vers 1920.
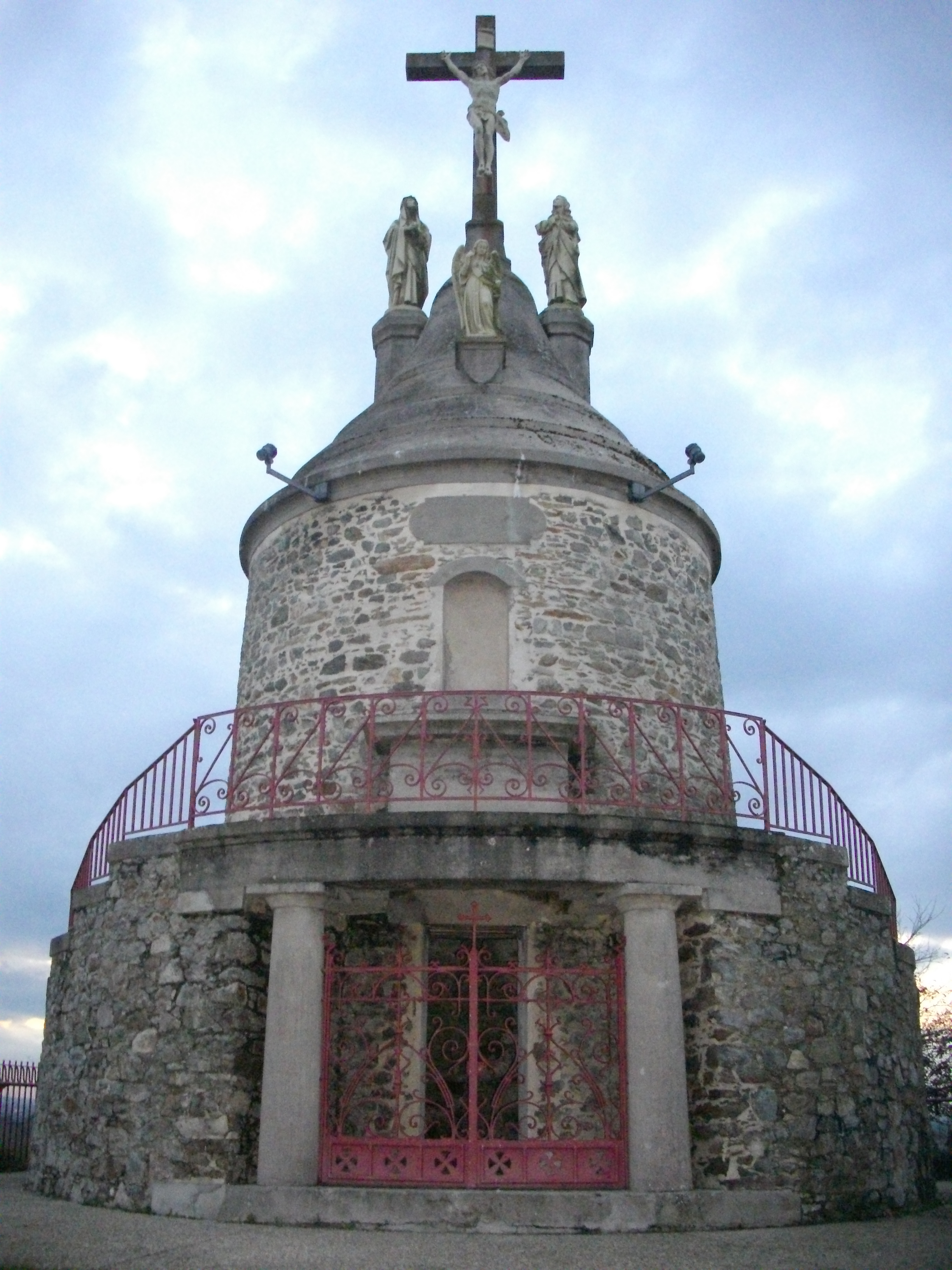
Calvaire du Mont-Juillet.

## Activités
En contrebas du mont Juillet se trouve une carrière inondée, l'étang de la carrière du mont Juillet, dans laquelle se pratique la plongée subaquatique. Le bassin s'étend sur 200 mètres de long et 65 mètres de large, soit une surface de 13 000 m2.

## Sources